# Uniwersytet Świętego Bonawentury (Bogota)
Uniwersytet Świętego Bonawentury (hiszp. Universidad de San Buenaventura) – kolumbijska niepubliczna szkoła wyższa z główną siedzibą w Bogocie, założona przez franciszkanów w 1708 roku.
Uniwersytet jest instytucją katolicką.

## Historia
Uniwersytet Świętego Bonawentury został założony w Bogocie pod koniec XVII wieku jako Kolegium Św. Bonawentury. Decyzję o jego powstaniu podjęło definitorium prowincjalne franciszkańskiej Prowincji Wiary Świętej w Kolumbii w 1688 roku. Organizację powierzono w 1708 roku bratu Diego Barroso. Istnienie kolegium zaaprobowała kapituła generalna Zakonu Braci Mniejszych w Valladolid w Hiszpanii w 1740 roku. Akceptacja królewska nastąpiła za Ferdynanda VI w 1747 roku. Działalność szkoły została przerwana w XIX wieku za prezydentury Tomása Cipriano de Mosquery, który dekretem z 5 listopada 1861 roku zawiesił swobody istnienia zgromadzeń zakonnych. Kolegium otwarto ponownie dopiero w 1961 roku. W 1973 roku kolegium przekształcono w Uniwersytet Świętego Bonawentury. Kolumbijskie Ministerstwo Edukacji Narodowej uznało uniwersytet za fundację non-profit w 1975 roku. Główna siedziba zarządu znajduje się w Bogocie, zaś filie uniwersytetu znajdują się w: Medellín, Cali, Cartagena de Indias.